# Schemai
Schemai war ein altägyptischer Wesir in der 8. Dynastie unter König Neferkauhor Chuiuihapi (etwa 2200 v. Chr.). Er ist von diversen Denkmälern bekannt, die belegen, dass er eine einflussreiche Person war, die in Koptos residierte. Er war mit Nebet, einer Tochter eines Königs verheiratet und daher mit dem Königshaus verbunden.
Schemai erscheint in den Koptosdekreten. Er wird in einer Inschrift in dem Wadi Hammamat genannt. Des Weiteren existiert von ihm eine Statue, und er ist sowohl von seinem Grab bei Koptos als auch einem Granitnaos bekannt. Schemai ist vor allem aber von diversen Dekreten aus Koptos bekannt. Das älteste von ihnen ist Dekret Koptos H, das direkt an Schemai gerichtet ist und das Opfer, die zu verrichten sind, zum Inhalt hat. Das Dekret datiert wahrscheinlich unter Neferkaure. Das vierte Regierungsjahr des Herrschers wird genannt. Schemai ist hier schon „Vorsteher von Oberägypten“, jedoch noch nicht Wesir. Koptos Dekret I stammt vielleicht vom Beginn der Regierungszeit von König Neferkauhor und bestätigt Schemai in seinen Ämtern. In Dekret Koptos L, das an diverse Beamte gerichtet ist, geht es um die Verteilung von Land. Schemai trägt hier den Titel eines Wesirs. Dekret Koptos M bestätigt die Ernennung von Idi, Schemais Sohn, als „Vorsteher von Oberägypten“ und ist direkt an Schemai gerichtet. Koptos Dekret J betrifft die Frau des Schemai, Nebet, die zu etwas ernannt wird, doch ist der Text nicht gut erhalten.
Die Grabanlage des Schemai fand sich bei Koptos. Sie war einst mit Reliefs dekoriert, doch ist sie schlecht erhalten. Im Grab gab es verschiedene biographische Inschriften. Eine von ihnen, die besonders stark zerstört ist, berichtet vom Leben des Idi. Eine weitere berichtet von Schemai. Auch sie ist nicht gut erhalten, doch scheint aus ihr hervorzugehen, dass dem Schemai Unrecht getan wurde. Auf einer Wand ist das Herbeibringen eines Steines für den Sarkophag des Königs aus dem Wadi Hammamat dargestellt. Die Inschrift zu der Szene datiert in das erste Jahr von König Neferkauhor.